# Proiectul Amerika
Proiectul Amerika denumit și Amerika Bomber, a fost un program inițiat de Reichsluftfahrtministerium (RLM -  Ministerul aviației Reich-ului) în al doilea război mondial, în vederea realizării planului de a bombarda S.U.A.. Acesta viza bombardarea strategică a principalelor orașe nord americane pornind de la baze aeriene din Franța sau Insulele Azore. 

## Concepție
În anul 1940, Luftwaffe a solicitat principalilor constructori germani de avioane Messerschmitt, Junkers, Heinkel, Focke-Wulf, Horten Brothers), prezentarea unor proiecte pentru construirea de bombardiere capabile să ajungă pe coasta de est a S.U.A. Planurile acestora, împreună cu țintele vizate, au fost prezentate lui Hitler pe 27 aprilie 1942.

### Bombardiere convenționale
Proiectul consta în trimiterea a trei bombardiere convenționale Messerschmitt Me 264, Junkers JU 390, și Focke-Wulf Ta 400 însoțite de avioane de luptă cu rază lungă de acțiune până pe coasta de est, al căror scop era distrugerea principalelor orașe și companii pentru slăbirea potențialului productiv al S.U.A.

### Bombardier atomic
Proiectul Amerika prevedea și trimiterea unui bombardier „invizibil” supersonic, care să poată transporta o bombă nucleară, în vederea distrugerii orașului New York. 

Un astfel de bombardier a fost conceput de Reimar și Walter Horten și construit de Gothaer Waggonfabrik. Primul prototip Horten Ho 229, a zburat pe 1 martie 1944, iar până în 1945 au fost construite în total 3 unități.

### Huckepack Projekt
Acesta consta din avioane de luptă mici Dornier Do 217 purtate de avioane grele ca Heinkel He 177 până aproape de coasta americană pentru a fi eliberate acolo; avionul Dornier urma să fie abandonat după încheierea misiunii, iar echipajul recuperat de un submarin.
Dailmer-Benz Project C, un alt avion greu de tranport, urma să care 5 avioane kamikaze „Project E” sau 6 avioane „Project F”. 

### Rachete zburătoare
Alte soluții au fost bombele zburătoare. Una dintre cele mai cunoscute a fost Silbervogel  concepută de Eugen Sänger la sfîrșitul anilor 1930.

## Țintele potențiale
Acestea sunt o parte din țintele vizate, conform unei copii a documentului original găsit la Potsdam în Polonia de către istoricul german Olaf Groehler: 
- Aluminum Corp. of America – Alcoa, Tennessee și Massena, New York
- Wright Aeronautical Corp.  – Paterson, New Jersey și Cincinnati, Ohio
- Allis-Chalmers – La Porte, Indiana
- Allison Division of G.M. – Indianapolis, Indiana
- American Car & Foundry – Berwick, Pennsylvania
- Bausch & Lomb – Rochester, New York
- Chrysler Corp. – Detroit, Michigan
- Colt's Manufacturing Company – Hartford, Connecticut
- Corning Glass Works – Corning, New York
- Cryolite Refinery – Pittsburgh, Pennsylvania și Cryolite Mine – Arsuk, Groenlanda
- Curtiss Wright Corp. – Beaver, Pennsylvania și Caldwell, New Jersey
- Hamilton Standard Corp.– East Hartford, Connecticut și Pawcatuck, Connecticut
- Pratt & Whitney – East Hartford, Connecticut
- Sperry Corporation – Brooklyn, New York. [2]

Proiectul Amerika a fost abandonat de către RLM datorită lipsei fondurilor alocate industriei de război germane.